# Tür ins Dunkel
Tür ins Dunkel (im. engl. Orig.: The Door To December) ist ein Roman des amerikanischen Bestsellerautors Dean Koontz, welcher erstmals 1985 in den USA veröffentlicht wurde. Die deutsche Übersetzung von Alexandra v. Reinhardt wurde erstmals im Jahre 1990 veröffentlicht.

## Handlung
Die dreijährige Melanie wird von ihrem Vater Dylan McCaffrey entführt, nachdem seine Frau sich von ihm scheiden lassen möchte.
Sechs Jahre später wird die Leiche von Dylan McCaffrey bestialisch zugerichtet aufgefunden. Wenige Stunden später findet man Melanie, welche völlig apathisch, nackt und nahezu katatonisch in den Straßen von Los Angeles herumwandert. Es stellt sich die Frage, was mit ihr in all den Jahren geschehen ist, und welches dunkle Geheimnis sie in sich trägt. Melanie reagiert kaum auf ihre Umwelt und redet kein einziges Wort. Ihre liebevolle Mutter versucht gemeinsam mit der Polizei herauszufinden, was passiert ist. Sie finden heraus, dass an Melanie grausame Experimente durchgeführt wurden. So verbrachte sie z. B. fast die gesamten letzten sechs Jahre in einer speziellen Deprivationskammer, die identisch mit einem Samahdi-Tank ist. Alle an den Taten beteiligten Personen werden im weiteren Verlauf auf bestialische Weise getötet. Es bleibt die Frage, wer dafür verantwortlich ist.

## Das Ende und die Kritik
Sehr früh im Verlauf des Buches wird klar, dass die Experimente an Melanie dazu führen sollten ihre Wahrnehmungsfähigkeit und geistigen Kräfte zu stärken. Da alle Beteiligten sehr früh umkommen, hat der Leser bereits sehr früh eine genaue Ahnung wie das Buch endet. Es ist vorherzusehen, dass Melanie selbst ihre Peiniger gerichtet hat, und das ausgerechnet mit Hilfe der durch die Experimente hervorgerufenen Fähigkeiten.

## Astralreisen und Telekinese
Das Buch greift einige Aspekte so genannter Astralreisen auf. Solche Astralreisen sollen tatsächlich möglich und bereits von einer geraumen Anzahl von Personen beabsichtigt oder spontan erlebt worden sein. Eine beabsichtigte Astralreise soll, obwohl nicht wissenschaftlich nachweisbar, unter anderem in Isolations- oder Samahdi-Tanks durchführbar sein. 
Melanie tötet im Roman ihre Peiniger mit einer Art Telekinese, mit deren Hilfe sie schwere Gegenstände, oder ihre Opfer selber bewegen und so verletzen kann.

## Weitere Daten
- Ersterscheinung: 1985
- Ersterscheinung Deutschland: 1990
- Originaltitel: The Door To December
- Deutscher Verlag: Ullstein
- ISBN 3-548-25401-2